# Clasificación Decimal Universal
La Clasificación Decimal Universal o CDU es un sistema de clasificación bibliográfica en el que tiene lugar todo el conocimiento humano, tanto material como conceptualmente.
Este sistema de clasificación fue adaptado por Paul Otlet y Henri La Fontaine del Sistema Dewey de clasificación con autorización del mismo Melvil Dewey. CDU fue publicado por primera vez en lengua francesa en 1905, bajo el título de Manuel du Repertoire Bibliographique Universel y se basó en la quinta edición de la clasificación decimal de Dewey. Desde entonces ha sido continuamente revisado y desarrollado y ha demostrado ser un sistema muy flexible y efectivo para clasificar y ordenar fondos bibliográficos. La última edición impresa en español es del año 2015.

## Características de la clasificación
CDU es una clasificación:

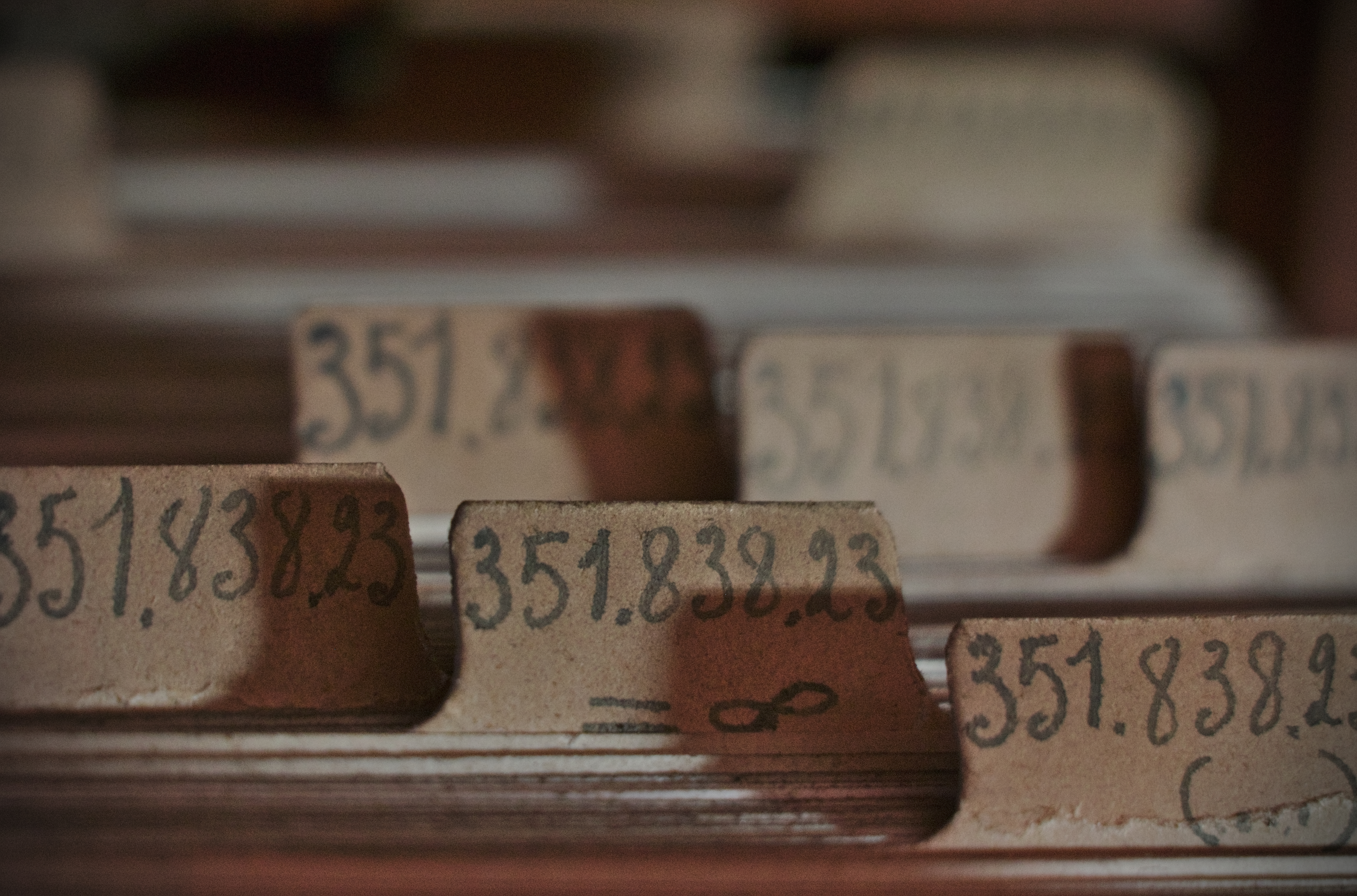
Etiquetas de clasificación decimal universal en la Maison Losseau.

- Decimal: porque está ordenada por el principio de números decimales (del 0 al 9).
- Universal: porque abarca todo el conocimiento humano.
- Facetada: la materia del documento depende del aspecto/matiz que se elija.
- Jerárquica: cada subdivisión puede subdividirse en sus componentes lógicos.
- Sintética: las clases enumeradas son bloques sobre los que se construyen las clases compuestas y complejas por medio de diversos recursos notacionales sintéticos que posee.

## Estructura de CDU

### Tablas principales
Siguiendo el esquema decimal trazado por Dewey, CDU se estructura en las siguientes diez clases principales:
- 0: Generalidades. Ciencia y conocimiento. Organización. Información. Documentación. Enciclopedias. Biblioteconomía. Instituciones. Documentos y publicaciones
- 1: Filosofía. Psicología
- 2: Religión. Teología
- 3: Ciencias sociales. Estadística. Política. Economía. Comercio. Derecho. Gobierno. Asuntos militares. Bienestar social. Seguros. Educación. Folclore
- 4: Vacante
- 5: Matemáticas. Ciencias Naturales (incluye auxiliares especiales y división principal)
- 6: Ciencias aplicadas. Medicina. Tecnología
- 7: Bellas artes. Juegos. Espectáculos. Deportes
- 8: Lenguaje. Lingüística. Literatura
- 9: Geografía. Biografías. Historia

Los números y las notaciones  de la CDU se ordenan siguiendo el principio jerárquico que va de lo general a lo particular. Cada tabla se divide a su vez en otros diez grupos, y así sucesivamente sin límite; se trata de una clasificación decimal. La notación se estructura utilizando números arábigos que no funcionan como números enteros.

## Tablas auxiliares

### Coordinación y extensión
El signo coordinación ( + ) une dos o más números de la CDU no consecutivos, para designar conceptos asociados o distintos aspectos de un mismo concepto para los cuales no existe un número que los represente.
Ejemplo: (470+571) Rusia, tanto la parte europea como la asiática.
El signo extensión ( / ) une la primera y la última de una serie de divisiones consecutivas para designar conceptos asociados o distintos aspectos de un mismo concepto para los cuales no existe un número que los represente.
Ejemplo: (7/8) América Central y del Norte y Sudamérica. Las Américas

### Relación, subagrupamiento y fijación del orden
El signo de relación (: ) indica la relación entre dos o más temas conectando sus números de la CDU. Restringen en vez de extender los temas conectados.
Ejemplo: 17:7 La moral (17) en relación con el arte (7)
Los corchetes ( [] ) se pueden utilizar para subagrupar. Se usa poco y no tienen un valor clasificatorio. Se utilizan para aclarar las relaciones dentro de la notación, sobre todo cuando son más de dos.
Ejemplo: [54+66] Química pura y aplicada
[622+699](485) Minería y metalurgia en Suecia
El signo de relación fija (:: ) es similar a los dos puntos. Se utiliza para indicar una relación que no se puede cambiar (en : no importa el orden, en :: sí importa).
Ejemplo: 575::576.3 Citogenética
77.044::355 Fotografías de guerra

### Los auxiliares comunes
Son de aplicación a lo largo de todas las tablas (se utilizan con cualquier número de las tablas de la CDU). Se estructuran igual que las demás tablas. Tienen varias divisiones:
- Independientes: se utilizan unidos a cualquier tabla de la CDU o solos como si fueran números principales. Son auxiliares de lengua, forma, lugar, raza y tiempo.
  - Lengua =...: se distingue por ser un número precedido del signo igual ( = ) Este auxiliar lo único que hace es designar la lengua en la que está escrito el documento.
    - Ejemplo: 61=111 Escrito de medicina en inglés. Se indica la lengua cuando se ve necesario. También nos servirá de base para las subdivisiones de la tabla del 8 (811 y 821)
    - Ejemplo: 663.4(493)(075)=112.5 La industria de la cerveza en Bélgica escrito en flamenco. Cuando un documento tiene más de tres idiomas se considera multilingüe. Hasta tres se ponen uno detrás de otro (orden ascendente)

  - Forma (0...): los auxiliares comunes de forma indican la forma o presentación de los documentos. No se utilizan para indicar la materia de los documentos. Se colocan normalmente detrás de la notación del tema, pero si se desea, pueden agruparse todos los documentos de una misma forma o presentación bajo el auxiliar de forma adecuado, sea cual sea la materia.Ejemplo: 54(035) Manuales (035) de química '54'
  - Lugar (1/9): indican la zona geográfica, localidad y otras cuestiones relativas al aspecto espacial de un concepto clasificado por un número principal de CDU. Se utiliza normalmente detrás de la notación de materia.
    - Ejemplo: 354(460) Administración central '354' en España (460)

  - Razas, pueblos y nacionalidades (=...): indican la nacionalidad o los aspectos étnicos de un tema, representado por un número principal de la CDU. Derivan de los auxiliares comunes de lengua y pueden servir para distinguir grupos lingüístico-culturales. Normalmente siguen al número principal de la CDU.
    - Ejemplo: 398(=81/=82) Folclore de los indios de América del Norte

  - Tiempo "...": indican la fecha, punto en el tiempo o intervalo de tiempo de un tema representado por un número principal de la CDU. Se cita después del número principal, pero en un índice compuesto se podría intercalar al principio o al final. Las fechas se indican siguiendo la secuencia de año-mes-día entre comillas altas. El año se expresa siempre con cuatro dígitos, y el mes y el día con dos dígitos completando con ceros cuando sea necesario. Las fechas a. C. y d. C. pueden indicarse con el prefijo ( - ) para los años a. C. y el signo ( + ) para los años d. C. Los siglos y décadas pueden indicarse con dos y tres dígitos respectivamente. Los intervalos de varios siglos, décadas o años pueden indicarse con las cifras iniciales y finales, utilizando la barra ( / ). Cuando una de las fechas es indeterminada, se representa con tres puntos (...) Si es necesario indicar la hora exacta, minuto o segundo de un hecho ocurrido puede indicarse utilizando las notaciones de dos dígitos separados por un punto (.)
    - Ejemplos: 785.7"18" Música de cámara del siglo XIX ("18")
    - "1898.12.11" 11 de diciembre de 1898
    - "-0054" año 54 a. C.
    - "03" Siglo III
    - "1815/1830" Periodo desde 1815 hasta 1830
    - 930.9".../18" Historia del mundo hasta finales del siglo XIX
    - "1898.12.07.15.56.03" 7 de diciembre de 1898 a las 15 horas, 56 minutos y 3 segundos
- Dependientes: se utilizan siempre con un número de las tablas principales. Son auxiliares de puntos de vista, materiales y personas.
  - Propiedades -02 expresan propiedades generales o atributos de entidades. Son aplicables en todas la tablas principales si el aspecto de propiedad es secundario al tema. Siempre se añaden como sufijos al número principal o la notación que expresa la materia a calificar.
    - ejemplo: -021.181 Fantasía
    - -024.12 Sintético
    - -028.14 Resumido

  - Materiales -03...: indican los materiales o componentes en los que está realizado o de los que consta un objeto. Se aplican en todas las tablas principales cuando el aspecto del material es secundario. No se pueden usar independientemente ni citarse en primer lugar en una notación compuesta. Siempre van detrás de un número principal. Pueden indicarse sustituyendo -03 por un apóstrofo ( ' )
    - Ejemplo: -036.674 Resinas de poliéster
      - -037.52 Fibra de vidrio
      - -036.674'752 Poliéster y fibra de vidrio
      - Personas y características personales -05: indican siempre personas o sus características, pero nunca se aplican a objetos o disciplinas. Son aplicables a todas las tablas principales, si el aspecto personal es secundario respecto del tema. Las subdivisiones pueden combinarse entre sí o con otros auxiliares. No se pueden usar independientemente ni citarse en primer lugar en una notación compuesta. Siempre van detrás de un número o notación principal que expresa el tema que califica.
      - Ejemplo: 294.3 Budismo
      - 294.3-05 Budistas

El orden en caso de aparición de todos es el siguiente: puntos de vista, lugar, tiempo, forma, materiales y personas, lengua, razas y pueblos.

### Subdivisión paralela
Su símbolo es parecido a ( ≈ ). Hay que partir del número de delante del signo, y después del número que nos interese en la tabla que va detrás del signo, encontramos el número correspondiente que nos indica el auxiliar que necesitamos.
Ejemplo:
061.232 Sociedades formadas por grupos sociales determinados
061.232≈323.3 indica que se puede especificar yendo a la tabla del 323.3
Queremos la clase de trabajadores agrícolas: 323.333
El 323.333 ya no nos interesa,
061.232
323.333
por lo tanto, el resultado es: 061.232.33

### Especificación de una materia por medio de notaciones ajenas a la CDU
- El asterisco (*): introduce una notación que no es un número autorizado de la CDU. Debe indicarse la fuente del código en una nota. Puede utilizarse también para indicar la asignación de una notación no autorizada y utilizada solo localmente para un concepto que falta en la CDU.

Ejemplo: 523.44*433 Planeta menor Eros (número autorizado por el IAU)
546.42.027*90 Estroncio 90 (número de la masa atómica del isótopo)
- Especificación alfabética directa (A/Z): para la especificación alfabética la notación alfabética se añade directamente al número base de la CDU sin usar el asterisco ni dejar espacio en blanco.

Ejemplo: (492.83Utrecht) Ciudad de Utrecht

### Subdivisiones de auxiliares especiales
Las subdivisiones de auxiliares especiales -1/-9,.01/.09 y '0/'9 son de aplicación limitada. En los auxiliares especiales la misma notación puede usarse con diferentes significados en diferentes partes de las tablas principales.
Existen tres tipos de notaciones para las subdivisiones de auxiliares especiales:
- Series con guion -1/-9: son analíticas o diferenciadoras de función, y sirven para indicar elementos, componentes, propiedades y otros detalles de la materia del número principal de la CDU.
- Series con punto-cero.01/.09: se usan con fines más diversos. Ofrecen clases y subclases de características recurrentes tales como aspectos, estudios, actividades, procesos, instalaciones y equipos.
- Series con apóstrofo '0/'9: tienen una función de síntesis o integradora, indicando materias compuestas mediante notaciones compuestas. Muchas veces se enumeran completamente, pero en otros lugares derivan de números principales por divisiones paralelas.

Los auxiliares especiales se pueden utilizar solos o en combinación con otros auxiliares:
- Citando un solo auxiliar
- Citando varios auxiliares con el mismo símbolo (cadena homogénea)
- Citando varios auxiliares con símbolos diferentes (cadena heterogénea)

## Ventajas y desventajas
Ventajas
- Univocidad de los números
- Posibilidad de ampliación del sistema
- Utilidad a la hora de ordenar los documentos
- Las tablas principales son de estructura jerárquica, por lo que hace que el esquema sea flexible en cierta medida. Esto es una ventaja no una desventaja, el hecho que sea flexible, hace que dicha combinación de números facilite la ampliación temática.

Desventajas
- La lentitud para introducir cualquier cambio
- El hecho de que permita combinar entre sí distintos elementos para indicar materias completas hace que la sintaxis se complique
- El índice alfabético es muy pobre
- Muchos conceptos aparecen por duplicado en las tablas
- Es un código artificial, por lo que puede producir un cierto rechazo en el usuario
- Lagunas en bibliotecas universitarias y especializadas

## Diferencias entre CDU y CDD
- La CDU ha ido evolucionando y aplicándose más en general en la Europa continental (Alemania, Francia, España, Italia...), mientras que la clasificación decimal de Dewey (CDD)  se ha usado sobre todo en países anglosajones (Irlanda, Reino Unido, Estados Unidos, parte de la Mancomunidad de Naciones) y América Latina.
- La CDU es más compleja de utilizar que la CDD, ofreciendo no solo un sistema de subdivisiones cada tres dígitos, sino la posibilidad de combinar unas materias con otras mediante diversos símbolos. Incluso es posible la creación de nuevas categorías sin modificar la clasificación relacionando unas cifras con otras. Un ejemplo claro a este respecto que se suele dar en las facultades de biblioteconomía a los alumnos que aprenden a manejar la CDU es la Bioética, que es clasificada relacionando los dígitos de la Ética (Filosofía, dentro de la clase 1) con los de la Biología (Ciencias de la Salud, dentro de la clase 6).
- Por tanto la CDU ofrece un sistema de uso científico para la organización del conocimiento, mientras que la CDD se ciñe generalmente a la clasificación de documentos y a la organización de una biblioteca.
- En la CDU existe una clase principal vacante (4), que se reserva a futuras reestructuraciones de la misma, mientras que en la CDD se emplean todas del 0 al 9.[7]

## Gestión de CDU
El Instituto Internacional de Bibliografía fundado por Paul Otlet, pasó a denominarse Federación Internacional de Documentación en 1938. La Federación Internacional de Documentación (FID) tuvo a su cargo, durante años, realizar las ediciones de CDU. A partir de 1992, los derechos sobre CDU fueron transferidos a un consorcio de editores. El organismo encargado de editar las versiones de CDU en lengua castellana es la Asociación Española de Normalización y Certificación (AENOR).

## La CDU en España
La CDU fue conocida en España desde sus orígenes. Uno de los primeros en interesarse por ella fue Manuel Castillo Quijada (1869-1964), bibliotecario de la Universidad de Salamanca y uno de los introductores del sistema decimal de Dewey en el país.
En 1915 se promulgaron unas directrices que establecían la obligatoriedad de utilizar la Clasificación Decimal Universal (CDU) en las nuevas bibliotecas populares que se fundaran. El director de la Biblioteca Nacional adoptó la CDU como sistema para la elaboración del catálogo sistemático de materias. Sin embargo, la implantación oficial de la CDU no se produciría hasta el 29 de julio de 1939, momento en el que se vuelve obligatoria por orden ministerial. La traducción y adaptación de las tablas llega en 1942 a través de la obra “La Clasificación Decimal” de Lasso de la Vega. Fue el manual más utilizado hasta 1953, cuando se publica la primera edición oficial abreviada (Fonseca Ruiz, 1978). A partir de 1986, AENOR se hace cargo de las actividades de normalización y certificación en España y desde entonces se publican seis ediciones más de las tablas abreviadas: 1987, 1991, 1995, 2000, la segunda edición de la versión del 2000 que incluye las modificaciones de la norma UNE 50001:2004/1M y la última edición en 2016.
En 1989, su uso había dejado de ser obligatorio; sin embargo, se mantuvo el requerimiento de elaborar un catálogo sistemático de materias, sin especificar el sistema de clasificación a utilizar. Las ediciones más recientes de la CDU se han basado en el Master Reference File, donde se registran todas las modificaciones en los esquemas.